# Joey van Zegeren
Johan Willem "Joey" van Zegeren (Hoogeveen, Drenthe, Países Bajos, 7 de diciembre de 1990) es un baloncestista holandés que pertenece al Club Baloncesto Zamora de la Primera FEB. Con una altura de 208 cm su posición en la cancha es la de pívot.

## Trayectoria
Es un pívot formado en la prestigiosa Canarias Basketball Academy antes de incorporarse su periplo universitario estadounidense. El jugador se formó a caballo entre Virginia Tech Hokies donde estuvo desde 2012 a 2015 y Northwestern Wildcats en la que jugó durante la temporada 2015-16.
En 2016, tras no ser drafteado Joey firmó un contrato con el Gladiators Trier para jugar en la BBL (primera liga alemana) en el que jugaría durante una temporada. La temporada 2017/18 la disputaría en las filas del Stella Artois Leuven Bears
En septiembre de 2018 llega a España para firmar un contrato de una temporada por el Oviedo Club Baloncesto de la LEB Oro, realizando unos promedios de 6,8 puntos, 5,2 rebotes y 8,8 créditos de valoración.
En verano de 2019, juega en las filas del TAU Castelló de Liga LEB Oro en el que volvería a cuajar buenas actuaciones en la categoría, promediando 9,6 puntos, 6,7 rebotes y 11,6 de valoración por partido, erigiéndose con dos MVP semanales y varias inclusiones en el quinteto ideal de la jornada.
En julio de 2020, firma con el CB Ciudad de Valladolid de la Liga LEB Oro.
El 23 de julio de 2021, firma con el HLA Alicante de Liga LEB Oro.
El 26 de julio de 2022, firma por el San Pablo Burgos de la Liga LEB Oro, promediando 6,5 puntos y 3,4 rebotes con un 62,5% de acierto en tiros de campo en 38 encuentros.
El 21 de agosto de 2023, firma por el Baloncesto Fuenlabrada de la Liga LEB Oro, promediando un 62,7% de tiros de campo y 3,2 rebotes de media en 33 encuentros.
El 12 de agosto de 2025, firma por el Club Baloncesto Zamora de la Primera FEB.